# 吳綱 (成化進士)
吳綱（1433年—？），字廷振，浙江杭州府仁和縣人，民籍，明朝政治人物。進士出身。

## 生平
早年出身國子生，后举浙江鄉試第二十一名。成化十一年（1475年）乙未科會試第二百五十七名，殿試登進士第三甲第三十一名。

## 家族
曾祖父吳忠信。祖父吳仕達。父亲吳榮。